# Eduard Meduna
Eduard Meduna (11 september 1950) is een Tsjechische schaker die vroeger voor Tsjechoslowakije uitkwam, met een FIDE-rating 2375 in 2017. In 1987 was zijn rating het hoogste: 2515. Hij is, sinds 1987, een grootmeester (GM).

## Individuele resultaten
Meduna nam vaak deel aan nationale kampioenschappen van Tsjechoslowakije, later Tsjechië; hij won in 1987 en 2001.
Eduard Meduna behaalde een eerste plaats op het toernooi in Harrachov (1970) en een gedeelde eerste plaats in Děčín (1976). In 1978 werd hij internationaal meester (IM). Hij werd eerste in Varna (1980), eerste in Leipzig (1981), eerste in Breslau (1981), gedeeld eerste in Biel (1981), tweede in Trnava (1982), gedeeld eerste in Starý Smokovec (1982), winnaar van het Schaakfestival Bad Wörishofen (1987) en eerste in Debrecen (1987). In 1987 werd hij grootmeester (GM). Hij behaalde een eerste plaats in Praag (1988), eerste plaats in Schwäbisch Gmünd, gedeelde tweede plaats in Lázně Bohdaneč (1994), tweede plaats in Děčín (1995), gedeelde eerste plaats in Děčín (1996), gedeelde eerste plaats in Praag (2002), eerste plaats met 7 pt. uit 9 bij het T-Systems Open in Praag (januari 2005) en een gedeelde eerste plaats, met Karel van der Weide, bij het Visus-Open in Praag (2005). In 2007 behaalde hij een gedeelde eerste plaats bij het Abner-Open in Praag. In 2013 won hij in Vracov de Budvar Cup.

## Resultaten in schaakteams
Hij speelde voor het Tsjechoslowaakse nationale team bij de Schaakolympiade 1992 en voor het Tsjechische nationale team bij de Schaakolympiade 1994. In 1997, 1989 en 2001 speelde hij bij het Europees schaakkampioenschap voor landenteams.

## Schaakverenigingen
In de Tsjechische bondscompetitie speelde Meduna van 1993 tot 1995 voor TJ Dopravní podniky Tarok Prag, in seizoen 1995/96 voor ŠK Mladí Prag, van 1996 tot 2000 evenals van 2001 tot 2006 voor ŠK Sokol Vyšehrad, in seizoen 2000/01 voor ŠK Hagemann Opava, van 2006 tot 2009 voor ŠK Mahrla Prag, waarmee hij in 2009 kampioen werd, sinds 2012 speelt hij voor Výstaviště Lysá nad Labem. 
In de hoogste klasse van de Duitse bondscompetitie speelde hij in seizoen 1989/90 aan bord 1 van SV Fortuna Regensburg. In de Slowaakse competitie speelde hij tijdens seizoen 1992/93 bij de kampioen ELAI Bratislava, tijdens seizoen 1994/95 voor ŠK Slovan Bratislava, waarmee hij in 1994 deelnam aan het toernooi om de European Club Cup, en van 2002 tot 2004 voor ŠK HOFFER Komárno, waarmee hij in 2003 kampioen van Slowakije werd.

## Externe koppelingen
- (en)   Informatie over schaakpartijen van Eduard Meduna op ChessGames.com
- (en)   Informatie over schaakpartijen van Eduard Meduna op 365chess.com
- (en)  FIDE-ratinggegevens voor Eduard Meduna